# Percy Molson
Percival Talbot Molson, detto Percy (Cacouna, 14 agosto 1880 – Avion, 5 luglio 1917), è stato un velocista, lunghista, hockeista su ghiaccio e militare canadese.
Perì combattendo nella prima guerra mondiale. Dopo la sua morte, devolse i suoi fondi all'Università McGill per la costruzione dello stadio che porta il suo nome, il Percival Molson Memorial Stadium.

## Biografia
Nato nel Quebec, sul fiume San Lorenzo, Percival Molson era figlio di John Thomas Molson (1837–1910) e Jane Baker Butler (1850–1926). Sin da giovanissimo fu un atleta di successo. Fu membro della squadra di hockey su ghiaccio del Montreal Victorias con cui vinse la Stanley Cup 1897.
Durante i suoi studi all'Università McGill, Molson fu capitano della squadra di hockey, partecipò a gare di atletica leggera e formò una squadra di calcio. Fu nominato per tre anni di fila il "miglior atleta a tutto tondo". Nei molti sport che praticò si distinse soprattutto per il suo senso di fair play. Dopo aver sconfitto facilmente Harry Hillman nei 400 metri piani ai Campionati Canadesi del 1903, decise di gareggiare nella stessa specialità anche alle Olimpiadi di Saint Louis 1904. La gara non fu fortunata per lui perché non riuscì ad ottenere un buon risultato.
Dopo la laurea del 1901, Molson fu nominato nella University's Board of Governors a McGill. Durante questo suo mandato, l'Università autorizzò la costruzione di un nuovo stadio nel Macdonald Park tra l'Università e Pine Avenues. Con l'inizio della Prima guerra mondiale, la costruzione fu posticipata.
Nel giugno 1916, il capitano Molson fu gravemente ferito nella battaglia di Mont Sorrel nelle Fiandre Occidentali. Fu coinvolto anche nei terribili scontri tra l'esercito tedesco e le divisioni canadesi, dove perirono 8.430 soldati. Per il valore dimostrato, Molson ricevette la Croce militare. Dopo esser guarito dalle sue ferite, ritornò sul campo di battaglia, dove morì ad Avion il 5 luglio 1917. Il capitano Percival Molson fu ucciso da un colpo diretto di un obice tedesco. Fu sepolto al cimitero di Villers Station a Villers-au-Bois.
Nelle sue ultime volontà, Molson lasciò 75.000 dollari all'Università McGill per sopperire ai costi dello stadio. Lo stadio fu inaugurato il 22 ottobre 1915 e fu dedicato ai laureati dell'Università. Il 25 ottobre 1919, lo stesso stadio fu rinominato "Percival Molson Memorial Stadium" in onore all'eroe caduto in guerra.